# شهدطوطیک‌های درخشان
شهدطوطیک‌های درخشان (نام علمی: Vini) یک سرده از پرندگان خانواده طوطیان سبز است که بومی جزایر گرمسیری اقیانوس آرام است. یازده گونه از این شهدطوطی‌تباران کوچک وجود دارد که از شرق فیجی تا ساموآ، پلی‌نزی فرانسه و تا شرق جزیره هندرسون را شامل می‌شود. همه اعضای این سرده دارای پرهای درخشان استثنایی هستند، به‌ویژه پرهای نامعمول آبی در سراسر بدون شهدطوطیک آبی و شهدطوطیک لاجوردی.
شهدطوطیک‌های درخشان به شدت توسط دگرگونی‌های انسانی در جزایر خود تهدید می‌شوند. بیشتر گونه‌ها در چندین جزیره از بین رفته‌اند و دو گونه پیش از ورود کاوشگران اروپایی به اقیانوس آرام منقرض شده‌اند. تا تاریخ ۲۰۱۷ دو گونه توسط IUCN به عنوان گونه‌های در معرض خطر و دو گونه آسیب‌پذیر در نظر گرفته شده‌اند. آنها در درجه نخست توسط گونه‌های معرفی‌شده، مانند موش، و از دست دادن زیستگاه در معرض تهدید هستند.
این سرده ۱۱ گونه دارد.